# Милан Барич
Милан Барич (на сръбски: Милан Барић или Milan Barić) е сръбски театрален актьор от еврейски произход.

## Биография
Роден е като Моше Бераха в еврейското семейство на Яков Бераха на 23 август 1915 година в Скопие, тогава в Кралство Сърбия. Завършва осем гимназиални класа с голяма матура, както и Актьорско училище в Белград, Кралство Югославия. В 1939 година започва кариера на актьор в Художествения театър в Белград. Участва във войната срещу Германия през април 1941 година, попада в плен и остава в Германия до края на войната.
След завръщането си, от 1945 година започва работа във Войводинския народен театър в Нови сад, Федерална Югославия, като актьор и режисьор. На следната 1946 година започва работа в Народния театър в Панчево. В 1948 година отново се връща във Войводенския театър. На 1 септември 1949 година е назначен за режисьор и директор на Драматичния театър в Белград, където остава в 31 май 1951 година.
През 1951 година емигрира в Израел, но се завръща в Югославия в 1956 година и започва работа в Народния театър в Зренянин.
Женен е за актрисата Иванка Димитриевич-Барич.
Умира в Зренянин на 9 март 1995 година.
Известни роли на Барич са Стоян в „Кощана“ на Борисав Станкович, Лисандър в „Сън в лятна нощ“ на Уилям Шекспир, Алекс Моран в „Луната залезе“ на Джон Стайнбек, Теча Яков в „Госпожа министершата“ от Бранислав Нушич“, ΙΙ младеж в „Джидо“ на Янко Веселинович, Господин Йова в „Ивкова слава“ на Стеван Сремац, Осип Лукич Бабелмандепски в „Сватба“ на Антон Чехов, Милош Йович във „Вода от планината“ на Радомир Плаович и Милан Джокович. Режисира „Варвари“ от Максим Горки, „Вечни младоженеци“ на Яков Игнятович, „Кощана“ на Борисав Станкович и „Леярна“ на Ото Бихали-Мерин.